# Како време пролази
Како време пролази (тур. Öyle bir geçer zaman ki) турска је телевизијска серија, снимана од 2010. до 2013.
У Србији је емитована 2013. на телевизији Прва.

## Радња
Може ли уништена породица да буде сједињена поново?
Година је 1967... Капетан Али Акарсу проводи већину времена далеко од своје породице. За то време, његова супруга Џемиле брине се о њихово четворо деце, која у њој виде не само мајку, већ и очинску фигуру.
Када се једног дана Али коначно врати са путовања, чланови породице убеђени су да се глава куће враћа да остане са њима, али не знају да ће се њихови животи из корена променити са његовим повратком. Ипак, примећују да се понаша врло необично.
Џемиле у супруговом џепу проналази писмо које прети да уништи породицу Акарсу. Писмо које чува тајну о Алијевој љубавној афери са странкињом. Хоће ли Џемиле бити у стању да опрости издају? И кога ће Али изабрати - љупку и некада вољену жену или младу љубавницу?

## Ликови
- Али (Еркан Петекаја) - глава породице Акарсу. Морнар. Строг отац који није претерано марио за своју породицу и децу. Стално се враћа у њихове животе, а пропушта њихове многобројне животне тренутке. Када се заљуби у фаталну Холанђанку Каролин, између породице и љубавнице, Али се одлучује за љубавницу. Након развода са Џемиле избацује своју породицу на улицу, а у кућу доводи Каролин, с којом се жени. Временом схвата да је погрешио и покушава да врати Џемиле. Убија њеног другог мужа, Хикмета Карџија, а покушава да убије и њу. У томе га спречава његова мајка, Хасефе, која га рањава. Након тога Али проводи године у затвору и бива помилован. Каје се због свега што је учинио и жели да се разведе од Каролин.
- Џемиле (Ајча Бингол) - Алијева жена. Чврста и дивна особа пуна љубави за своје четворо деце. Сама их је подигла и успешно се носи са великом одговорношћу. Када сазна да је супруг вара, руши јој се цели свет. Преузима бригу о свему и са својом децом креће изнова. Упознаје новог мушкарца, Хикмета Карџија, за ког се удаје. На дан венчања постаје удовица и наслеђује велики део богатства свог покојног супруга. Некада домаћица и брижна мајка, Џемиле постаје пословна жена и власница великог ланца фабрика.
- Каролин (Вилма Елес) - атрактивна Холанђанка, банкарски радник с бурном прошлошћу за коју у Турској нико не зна. Спремна је по сваку цену да одвоји Алија од његове породице. Воли удобност и луксуз. Удаје се за Алија и са њим је док има пара. Кад он оде у затвор, оставља њиховог сина, Мустафу, код Хасефе и враћа се у Холандију. У тешким моментима предаје се алкохолу. Након неколико година враћа се у Турску и тражи свог сина назад. Покушава да настави живот уз Алија, али како су богатство и је његова опседнутост њом нестали, почиње да тражи нове имућне жртве (Сонер, Кенан, Хакан).
- Берин (Јилдиз Чари Атиксој) - најстарија Алијева и Џемилина кћерка. Свесна је очеве одсутности. Нема длаке на језику. Бори се за своје идеале. На факултету права за око јој запада бунтовни анархиста, Ахмет, који води протесте против оштре турске владе. Берин је храбра девојка која жели да заштити своју мајку и породицу. Како би спасила љубав свог живота, удаје се за Хакана, колегу с факултета који је заљубљен у њу. Рађа му ћерку Зехру, али се након неколико година разводи и враћа Ахмету. Након Ахметовог убиства се опет враћа Хакану.
- Ајлин (Фарах Зејнеп Абдулах) - друга кћи поморца Алија и Џемиле. Ајлин је помало врцкаста. Има погрешне идеале, брзо се заљуби и бунтовна је. Сматра да је њена мајка сама крива што отац има љубавницу, јер жена по њој морам бити дотерана и не сме допустити да се њен муж загледа у другу. Убрзо увиђа своје грешке и стаје уз мајку. Упознаје мистериозног и старијег мушкарца Сонера и, не знајући његове праве намере заљубљује се у њега, али и он у њу. Сонеров млађи брат, Мурат, болује од тешке болести и тражи од брата да му помогне да придобије љубав девојке у коју је заљубљен. Ајлин и Сонер склапају предбрачни уговор између ње и Мурата, којим она наслеђује велики део породичног богатства након Муратове смрти. Ајлин постаје богата и угледна дама, али бива несрећна. Љубав између ње и Сонера постаје све јача. Када Мурат сазна да се Ајлин за њега удала само због интереса, покушава да се убије, али га она спречава у томе.
- Мете (Арас Булут Ијнемли) - најстарији син Алија и Џемиле. Често улази у сукобе с вршњацима и супротставља се оцу. Постаје близак са професорком музичког, Инџи, која је једина из школе која га разуме. Саветује га и помаже му да поступа исправно. Мете се у њу заљубљује и из љубави према њој, рађа се и љубав према музици. Побеђује на средњошколском такмичењу у певању, формира свој бенд и постаје познат. У међувремену, професорка Инџи оболева од тешке болести и умире. У најтежим тренуцима бива уз њу и тешко му пада њена смрт. Своје песме посвећује њој.
- Осман (Емир Берке Зинџиди, Гун Копер) - најмлађе дете у породици. Будући да је тако мален, сви га штите и покушавају да га држе изван свих проблема. Због тога се он, за разлику од других чланова породице, развија у особу која све догађаје може сагледати у целости и дати најобјективнији коментар на све што се догађа. Осман средишњи лик приче која се протеже од 1967. до данас. Цела прича заправо је Османова прича.
- Хасефе (Мерал Четинкаја) - Алијева мајка, најстарији лик у причи. Једноставна је, храбра и искусна жена. Верује да њен син не поступа исправно и довољно је директна и срчана да заузме страну своје снаје Џемиле. Њен други син Кемал и снаја Нериман, као прорачунате особе које понашање мењају како ветар дува, у очима Хасефе не вреде пуно. Џемиле сматра као своју ћерку и након развода са Алијем стаје на њену страну. Како би је спасила од свога сина, који у једном тренутку намерава да је убије, пуца у њега и рањава га. Брине се о Алијевом и Каролинином сину док је он у затвору, а она у Холандији.

## Сезоне
| Сезона | Сезона | Број епизода (н) / (и)            | Приказивање у Турској                 | Приказивање у Србији                        |
| ------ | ------ | --------------------------------- | ------------------------------------- | ------------------------------------------- |
|        | 1      | 38 / 96 (1 — 38) / (1 — 96)       | 14. септембар 2010 — 21. јун 2011. () | 8. јануар 2013 — 11. април 2013. (Прва)     |
|        | 2      | 41 / 100 (39 — 79) / (97 — 196)   | 6. септембар 2011 — 19. јун 2012. ()  | 12. април 2013 — 30. август 2013. (Прва)    |
|        | 3      | 41 / 101 (80 — 120) / (197 — 297) | 4. септембар 2012 — 18. јун 2013. ()  | 31. август 2013 — 17. децембар 2013. (Прва) |

## Улоге
| Глумац:              | Улога:                   |
| -------------------- | ------------------------ |
| Еркан Петекаја       | Али Акарсу               |
| Ајча Бингол          | Џемиле Акарсу            |
| Вилма Елес           | Каролин Енке             |
| Јилдиз Чари Атиксој  | Берин Акарсу             |
| Арас Булут Инемли    | Мете Акарсу              |
| Фарах Зејнеп Абдулах | Ајлин Акарсу             |
| Емир Берке Зинџиди   | Осман Акарсу (као дечак) |
| Гун Копер            | Осман Акарсу             |
| Мерал Четинкаја      | Хасефе Акарсу            |
| Толга Гулеч          | Ахмет Ташер              |
| Мете Хорозоглу       | Сонер Талашоглу          |
| Салих Бадемџи        | Хакан Татлиоглу          |
| Ренан Билек          | Сулејман                 |
| Ниса Мелис Тели      | Дениз Јилдиз Талашоглу   |
| Мина Нур Кајмас      | Зехра Татлиоглу          |
| Мине Тугај           | Бахар                    |
| Мухамет Узунер       | Ариф Јуџел               |
| Орхан Алкаја         | Хикмет Карџи (Рибар)     |
| Гулизар Ирмак        | Селма Карџи              |
| Хусејин Авни Данјал  | Кенан Четин              |
| Јелиз Куванџи        | Инџи Гунај               |
| Осман Карагоз        | Мурат Талашоглу          |
| Фуркан Шентурк       | Мустафа Акарсу           |
| Нилпери Шахинкаја    | Месуде Акарсу            |
| Зејно Ераџар         | Нериман Акарсу           |
| Мехмет Гурхан        | Кемал Акарсу             |
| Дила Акбаш           | Ајтен                    |
| Серџан Бадур         | Неџати                   |
| Мехмет Боздоган      | Екбер                    |
| Анил Илтер           | Седат                    |
| Ферит Каја           | Ресул                    |
| Турку Туран          | Нихал                    |
| Онур Озајден         | Џенгиз                   |
| Ахмет Араман         | Бакал                    |
| Суат Ергин           | Манав                    |
| Осман Алкаш          | Екрем Татлиоглу          |
| Толга Полат          | Нури                     |
| Шенај Ајдин          | Амина Сафије Ташер       |
| Јаз Џан Конјала      | Ајдин Улуч               |
| Енес Аташ            | Митхат Пале              |
| Тургај Ајдин         | Недим                    |
| Танер Румели         | Тарик                    |
| Гунеш Сајин          | Гулај                    |
| Еџе Чешмиоглу        | Ајча Пале                |
| Елчин Сангу          | Жале                     |

## Музика
Музику је компоновао цењени италијански композитор Енио Мориконе, који је радио музику за више од 500 серија и филмова. 4. јула 2011. издат је албум са 31 композицијом из серије.
У серији је коришћена и песма "Öyle bir geçer zaman ki" (носи исти назив као и серија), настала током 1990-их, у извођењу турског рок певача Еркина Кораја.
|     | Име           | Извођач / Инструментал | Употреба у серији                         | Трајање |
| --- | ------------- | ---------------------- | ----------------------------------------- | ------- |
| 01. |               | инструментал           | насловна нумера                           | 2:06    |
| 02. |               | Балиш Демирел          | Метеова друга песма, посвећена проф. Инџи | 3:20    |
| 03. |               | инструментал           | Џемилина и Хикметова песма                | 1:59    |
| 04. |               | Арас Булут Инемли      | Метеова прва песма                        | 2:22    |
| 05. |               | инструментал           | Џемилина самоћа                           | 2:30    |
| 06. |               | Серџан Бадур           | Неџатијева песма за такмичење             | 2:35    |
| 07. |               | инструментал           | Ајлинина и Сонерова љубавна тема          | 1:19    |
| 08. |               | инструментал           | општа, емотивне сцене                     | 2:03    |
| 09. |               | инструментал           | општа, емотивне сцене                     | 4:03    |
| 10. |               | Бурџу Татлисес         | општа, љубавна песма                      | 2:16    |
| 11. |               | инструментал           | општа                                     | 1:41    |
| 12. |               | инструментал           | општа, напете сцене                       | 5:09    |
| 13. |               | инструментал           | општа, емотивне сцене                     | 1:43    |
| 14. |               | инструментал           | општа, емотивне сцене                     | 1:50    |
| 15. |               | инструментал           | општа, емотивне сцене                     | 1:17    |
| 16. | -{Aşk Yeniden | инструментал}-         | општа, емотивне сцене                     | 1:21    |
| 17. |               | инструментал           | Беринина и Ахметова љубавна тема          | 1:31    |
| 18. |               | инструментал           | општа                                     | 3:23    |
| 19. |               | инструментал           | Хикметова и Селмина тема                  | 8:13    |
| 20. |               | инструментал           | општа, породична тема                     | 2:10    |
| 21. |               | инструментал           | општа                                     | 1:24    |
| 22. |               | инструментал           | општа, емотивне сцене                     | 2:46    |
| 23. |               | инструментал           | општа, емотивне сцене                     | 1:50    |
| 24. |               | инструментал           | општа                                     | 0:51    |
| 25. |               | инструментал           | Метеова и Инџина љубавна тема             | 1:52    |
| 26. |               | инструментал           | општа, тема мира и среће                  | 2:17    |
| 27. |               | инструментал           | Османова тема                             | 2:09    |
| 28. |               | инструментал           | општа, тема мира и среће                  | 1:40    |
| 29. |               | инструментал           | општа, емотивна тема                      | 2:37    |
| 30. |               | инструментал           | општа, напете сцене                       | 1:14    |
| 31. |               | инструментал           | општа, напете сцене                       | 2:07    |